# Johannes Ludwig (giocatore di calcio a 5)
Johannes Ludwig, detto Joop (9 maggio 1962), è un allenatore di calcio a 5 ed ex giocatore di calcio a 5 olandese.

## Carriera
Come massimo riconoscimento in carriera vanta la partecipazione, con la Nazionale di calcio a 5 dei Paesi Bassi, dapprima all'European Futsal Tournament 1996 dove i Paesi Bassi giunsero sesti e quindi al FIFA Futsal World Championship 1996 dove gli arancioni non sono andati oltre il secondo turno nel girone comprendente  Brasile, Ucraina e Uruguay.